# ساختار والد
در شیمی، ساختار والد(به انگلیسی: Parent structure)، ساختار یک یون یا مولکول بدون شاخه‌های جانبی است که می‌توان مشتقاتی برای آن تجسم کرد. ساختارهای والد زیربنای نامگذاری سیستمی ترکیبات شیمیایی هستند و طبقه‌بندی را تسهیل می‌کنند. ساختارهای والدِ بنیادی می‌توانند دارای گروه‌های عاملی باشند و اغلب دارای انواع مختلفی از تقارن هستند. بنزن خود یک ماده شیمیایی است که از یک حلقه شش ضلعی متشکل از اتم‌های کربن با یک اتم هیدروژن متصل به هر یک تشکیل شده‌است و والد بسیاری از مشتقات آروماتیک است. این مشتقات دارای اتم‌ها یا گروه‌های استخلافی هستند که جایگزین یک یا چند هیدروژن می‌شوند. برخی از ترکیبات والد، خود نادر هستند یا وجود ندارند، مانند پورفین، اگرچه مشتقات ساده و پیچیده بسیاری از آن‌ها شناخته شده‌است.

بنزن و مشتقات آن
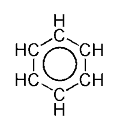
بنزن یک ترکیب والد است.
تولوئن از مشتقات بنزن است.

پورفیرین‌ها
پورفین والد پورفیرین‌ها است.
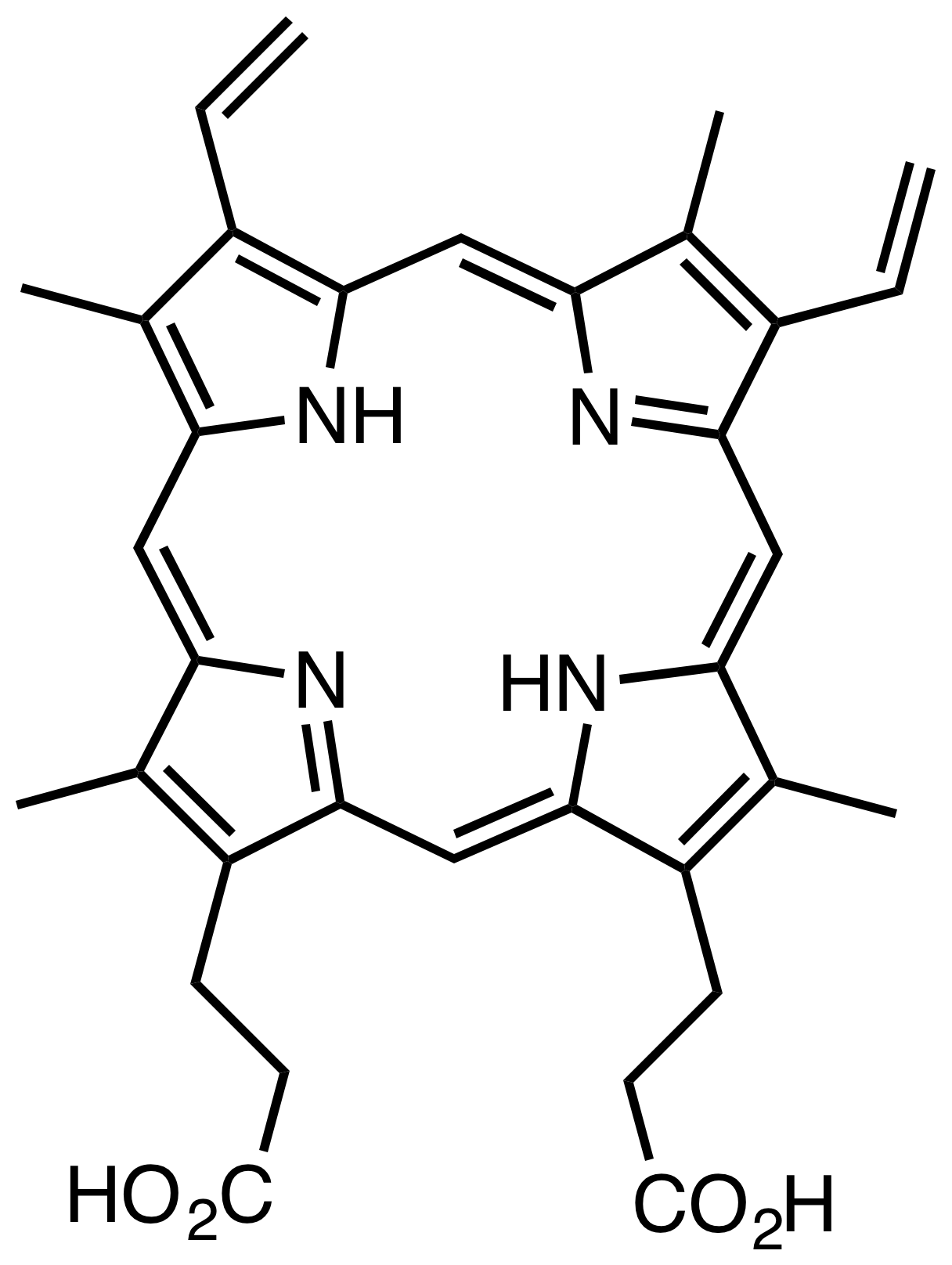
پروتوپرفیرین IX یک مشتق طبیعی از پورفین والد است.
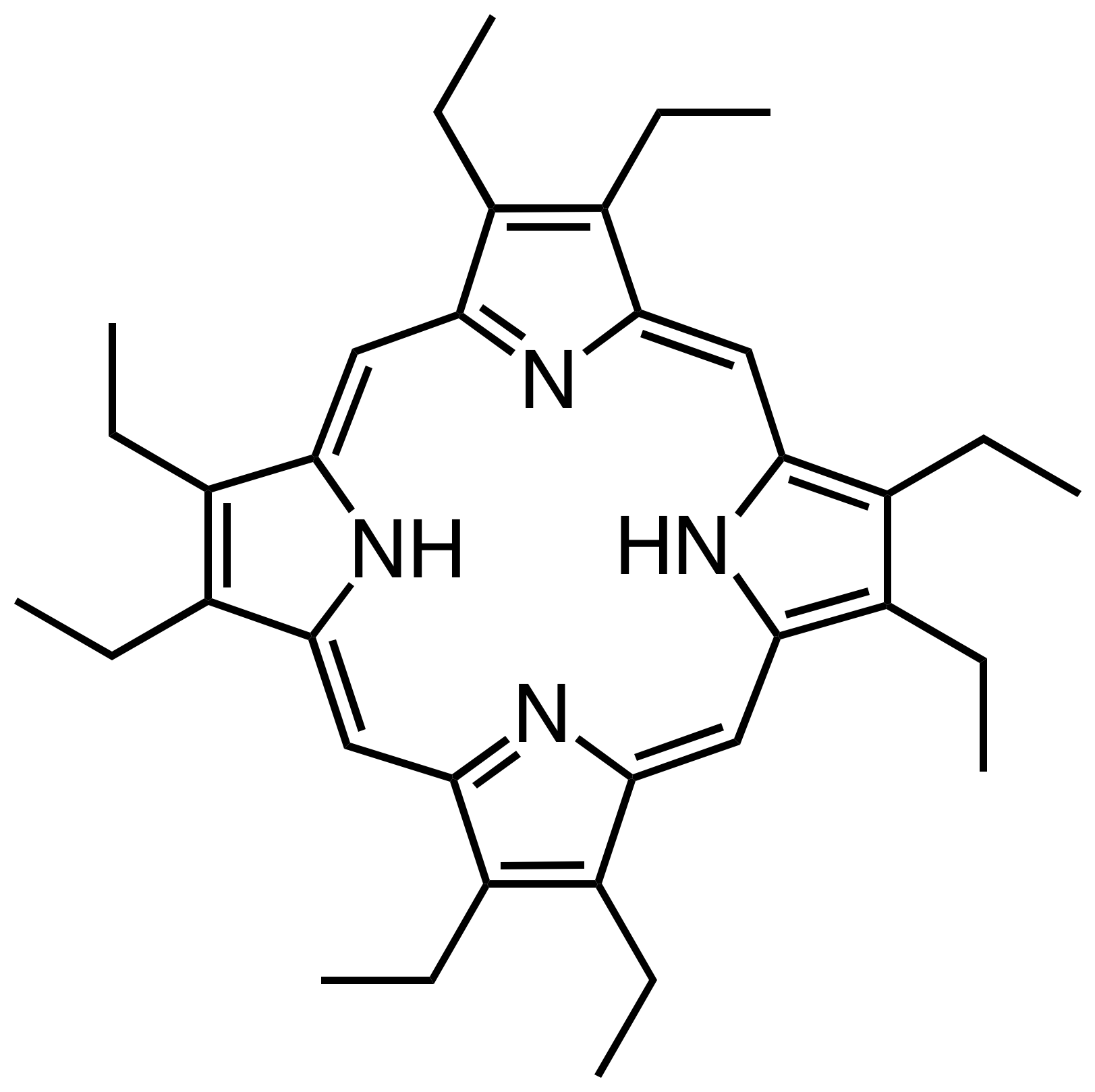
Octaethylporphyrin یک مشتق مصنوعی از پورفین والد است.

## همچنین ببینید
- هیدرید
- نام آیوپاک ارجح